# Crosby Ravensworth
Crosby Ravensworth – wieś w Anglii, w Kumbrii, w dystrykcie (unitary authority) Westmorland and Furness. Leży 47 km na południowy wschód od miasta Carlisle i 374 km na północny zachód od Londynu. W 2001 miejscowość liczyła 538 mieszkańców.